# 加島 (広島県)

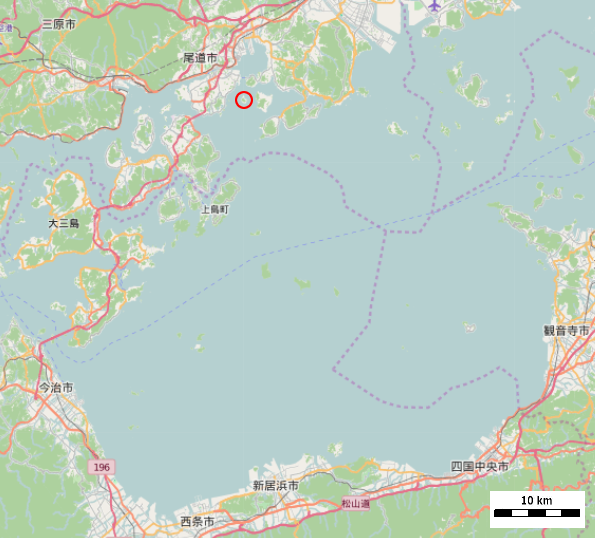
周辺

加島（かしま）は、広島県尾道市の無人島である。

## 地理
瀬戸内海備後灘に浮かぶ芸予諸島備後群島の一つ。尾道市と福山市の境になる松永湾から南へ約4.5kmに位置する。東が百島、西が向島になる。島域すべて広島県尾道市向東町つまり向島に属する。
面積約0.42km2、周囲2.9km。ほぼ山で、最高峰が九頭竜山108.8m。北東部に平野が、北西部にわずかながら平地があり、人が住んでいた頃の家屋が点在する。
有人島だった時代、島の産業は農業のみであった。また尾道への出稼ぎで生計を立てていた。

## 歴史
中世以前の島の歴史は全くわかっていない。この島では遺跡・古墳・古城跡といった埋蔵文化財は発見されていない。周辺の状況や地名から、いくつか推察されている。たとえば北側の松永湾周辺では古墳時代以前の製塩土器がいくつも発見されていることから、その時代この島には少なくとも人が住んでいたと推察されている。また、この島の北端の岬は「城ヶ鼻」と呼ばれ、その西側対岸の向島には丸山城跡、そこから南には余崎城跡があり、この2つの城は因島村上氏（村上水軍）の支城である。そのため城ヶ鼻はその名から、村上水軍の2つの支城に関連した何らかの施設があったのではないかと推察されている。それはこの地が松永湾や当時の主要交易港である尾道からの出入口に存在する海上交通の要所であったことからも推察できる。
この島が文献に初めて登場するのは、近世江戸時代のことで当時は「賀島」であった。寛文年間（1661年から1672年）尾道の豪商であった泉屋（葛西氏）の一族であった葛西重政は、広島藩への献金の見返りとして当時未開の地だったこの島を拝領する。泉屋重政は葛西から松本に姓を変え（松本重政）、この地で”花茣蓙”、イグサを着色し花模様に織られたござを発明し、尾道での交易品として取り扱われた。狭い島での生産であったため流通量は少なかったがよく売れたという。
この時代の尾道の豪商は、風光明媚な地に「茶園」と呼ばれた庭園付きの別荘を構えている。重政も同様に、この地に庭園付きの別荘「賀島園」を造園した。当時の様子は『賀島記』に描かれ、安芸宮島・向島海物園とともに「芸州三名園」と謳われたと伝わる。園には多くの文人墨客が訪れ、元禄年間（1688年から1704年）には藩主浅野綱長が江戸からの帰路の途中に立ち寄っている。
戦後の最盛期には50人住んでいた。昭和30年代に海水浴場が整備されたものの、昭和50年代後半には閉鎖されている。そして平成9年（1997年）無人島となった。現在は尾道海技学院の海洋実習島などに利用されている。

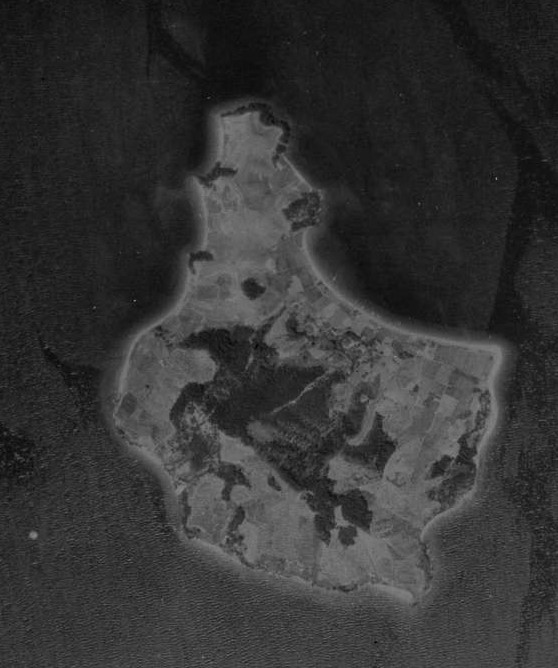
1947年アメリカ軍撮影
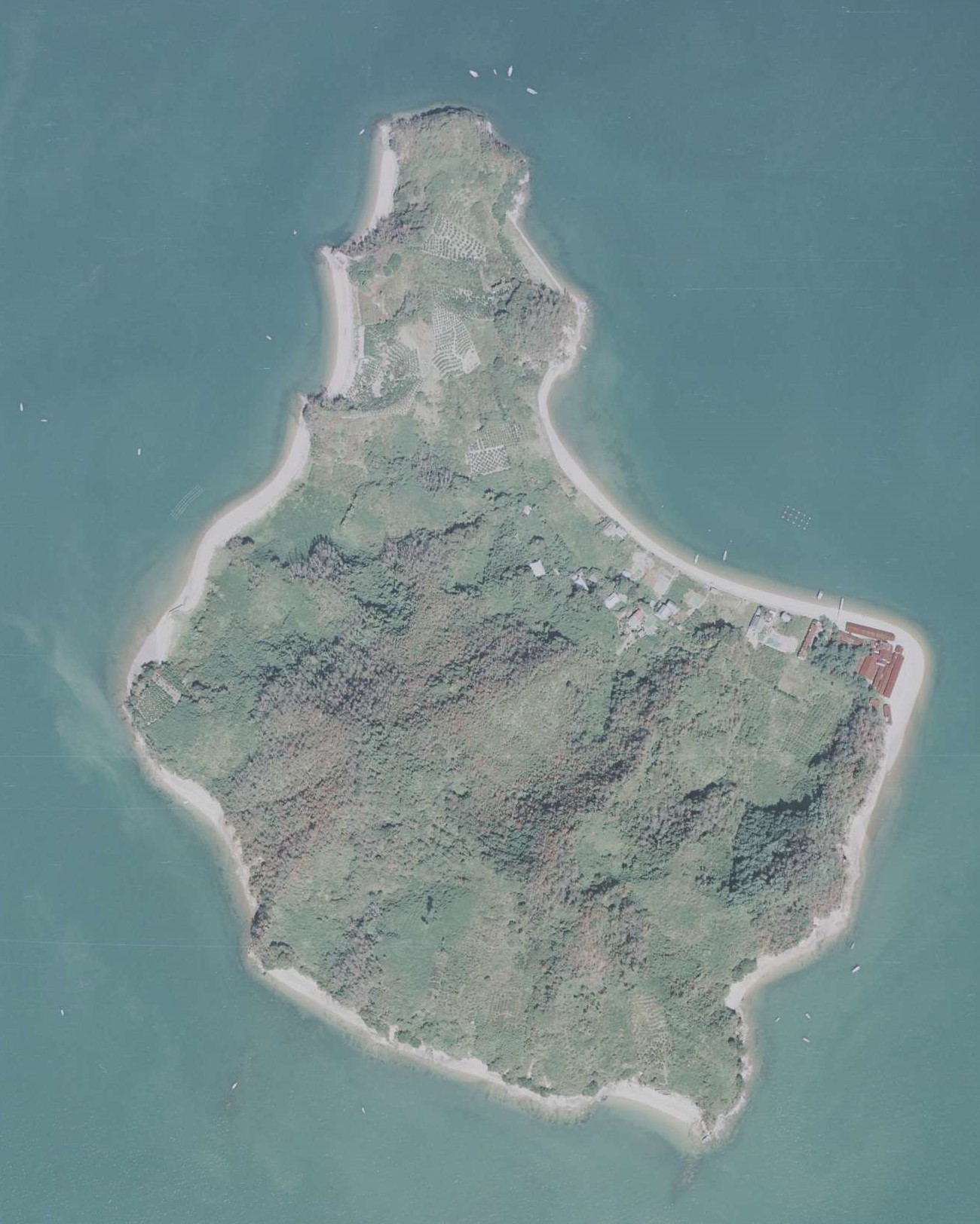
1981年
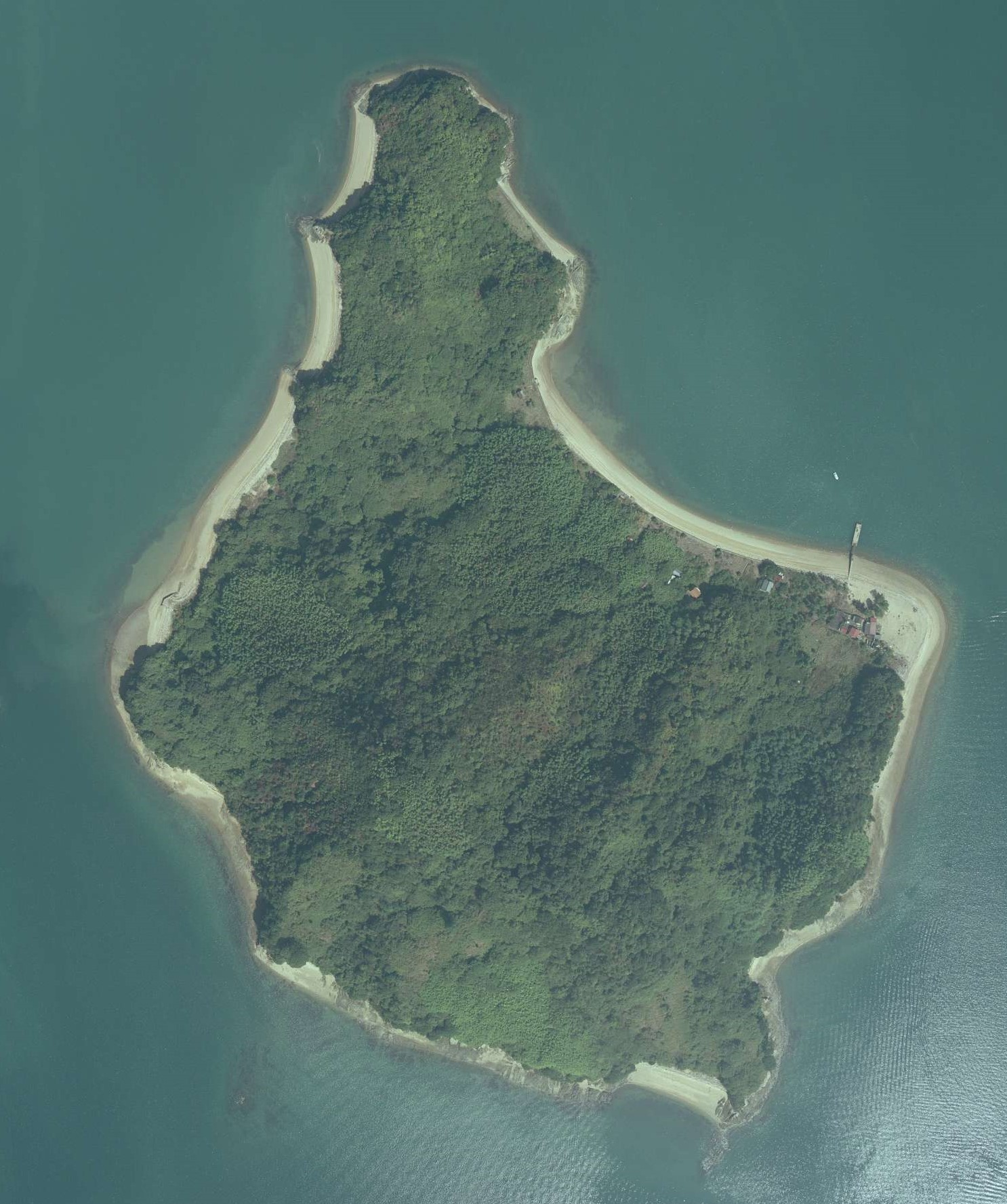
2010年

## 参考資料
- 八幡浩二「備後加島園跡　－近世町人文化遺跡の基礎的研究－」『研究報告書』、尾道大学地域総合センター、2008年3月31日、2016年3月13日閲覧。